# Phalcoboenus australis
Il caracara striato (Phalcoboenus australis Gmelin, 1788 ) è un uccello rapace appartenente alla famiglia dei Falconidi, diffuso nelle aree costiere meridionali di Argentina e Cile e nelle isole Falkland.

## Descrizione

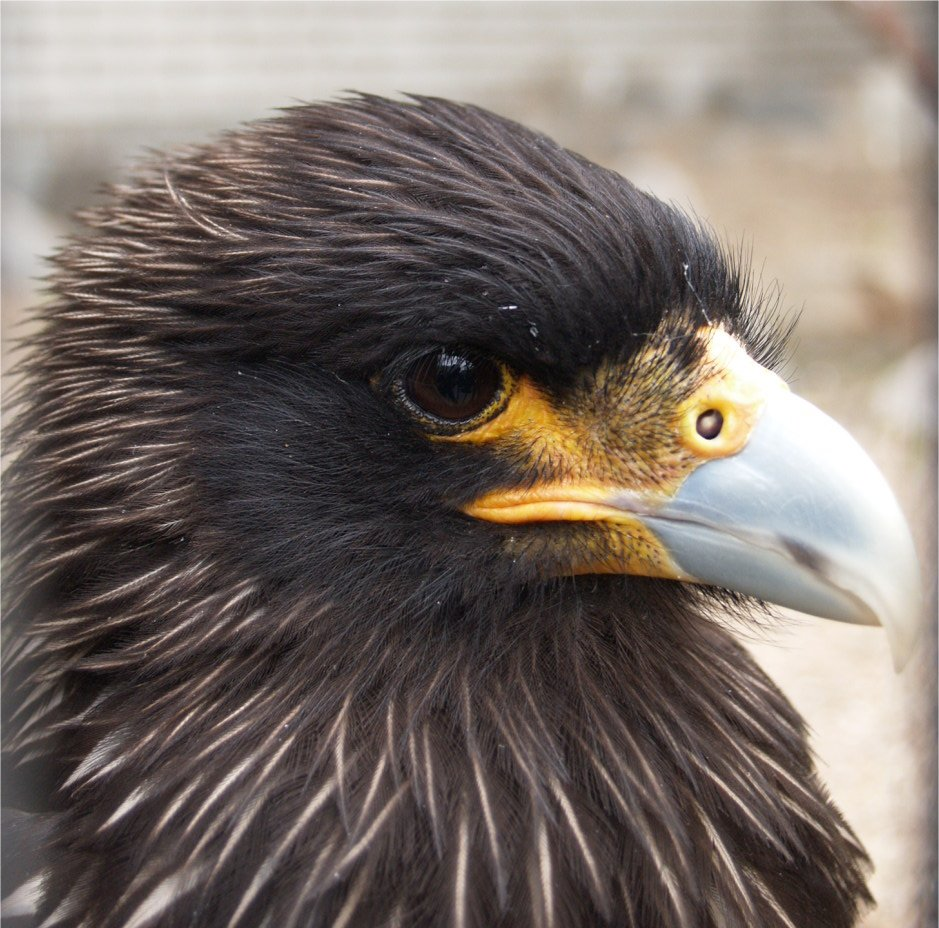

Entrambi i sessi hanno il medesimo piumaggio che negli adulti è quasi interamente nero, mentre le gambe e le membrane sono di colore arancio e il collo è chiazzato di grigio. Durante il primo anno di vita i giovani sono di color castano con la parte inferiore tendente all'arancio o rossastra, colore che perdono dopo la prima muta del piumaggio. La livrea da adulto maturo è acquisita solo al quinto anno.
Le dimensioni vanno da 55 a 62 cm, con un peso che arriva a 1,4 kg.

## Biologia
È un uccello molto territoriale. Gli adulti pur di difendere il proprio territorio, 
attaccano anche gli esemplari più giovani, senza però causargli ferite gravi.
Gli attacchi sono spesso un avvertimento.

### Alimentazione
Il caracara striato si nutre principalmente di carogne, frattaglie e piccoli invertebrati. Tuttavia va anche a caccia di animali feriti o indeboliti e dei pulcini degli uccelli marini. La sua tendenza ad attaccare anche agnellini e pecore indebolite, lo ha portato ad essere spietatamente cacciato dagli allevatori delle Falkland.
In qualche caso tende ad impossessarsi di piccoli oggetti rossi, come pezzi di stoffa o fazzolettini, probabilmente scambiandoli per pezzetti di carne.

### Riproduzione
Il nido è in genere costruito direttamente sul terreno o su una cengia delle scogliere utilizzando principalmente erba secca. La femmina depone fino a quattro uova e in genere entrambi i genitori si prendono cura della nidiata.
Le uova sono di color marrone chiaro con delle macchiette nere e i pulcini hanno un piumino marrone chiaro. La schiusa delle uova avviene nello stesso periodo di quella dei numerosissimi uccelli marini, il che consente una abbondante riserva di cibo per i rapaci.
Una volta che i piccoli hanno appreso a volare, tendono a raggrupparsi in stormi che volteggiano sopra le isole, anche in prossimità degli insediamenti umani.

## Distribuzione e habitat
Si riproduce in molte isole della Terra del Fuoco, ma i gruppi più numerosi si trovano nelle isole Falkland, dove si riproduce tra le colonie di pinguini e albatros.

## Stato di conservazione
La popolazione di caracara striato nelle isole Falkland è stimata a circa 500 coppie. Sia gli esemplari giovani che gli adulti non mostrano timore verso l'uomo e i suoi insediamenti. Nel passato gli abbattimenti dovuti agli allevatori di pecore avevano provocato una consistente diminuzione del loro numero, ma ora la situazione sembra essere tornata sotto controllo.

## Relazioni con l'uomo
Questo rapace viene utilizzato nella falconeria.

## Galleria d'immagini

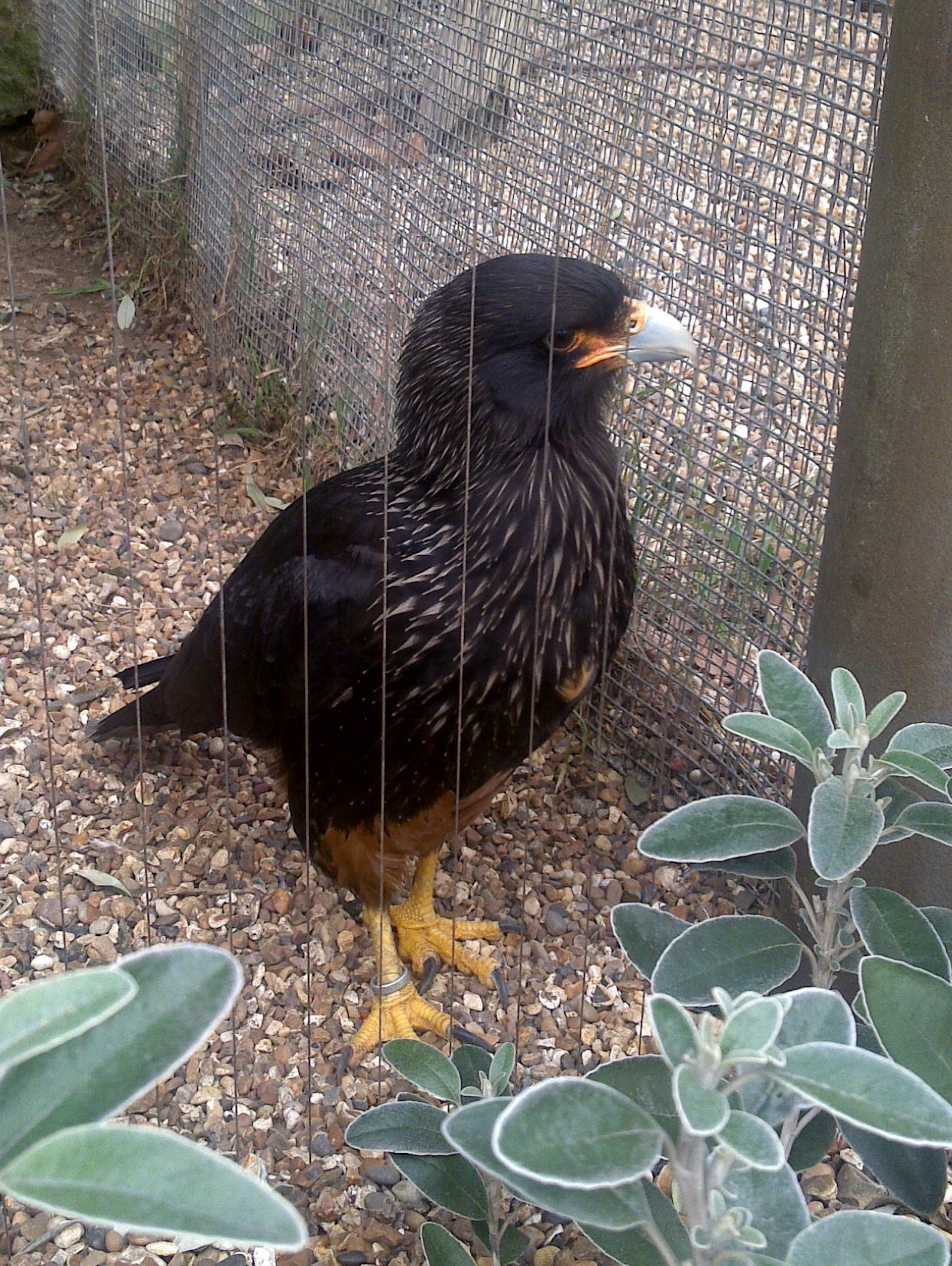
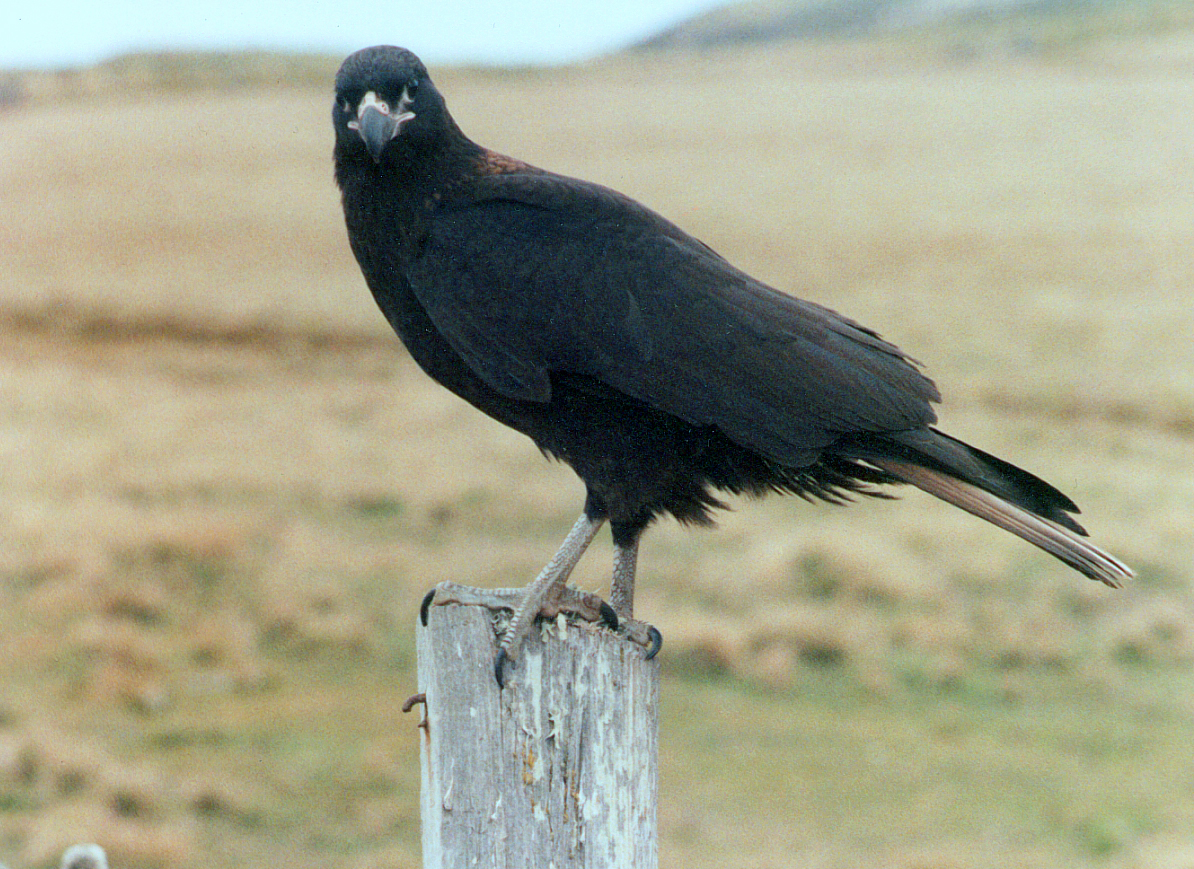
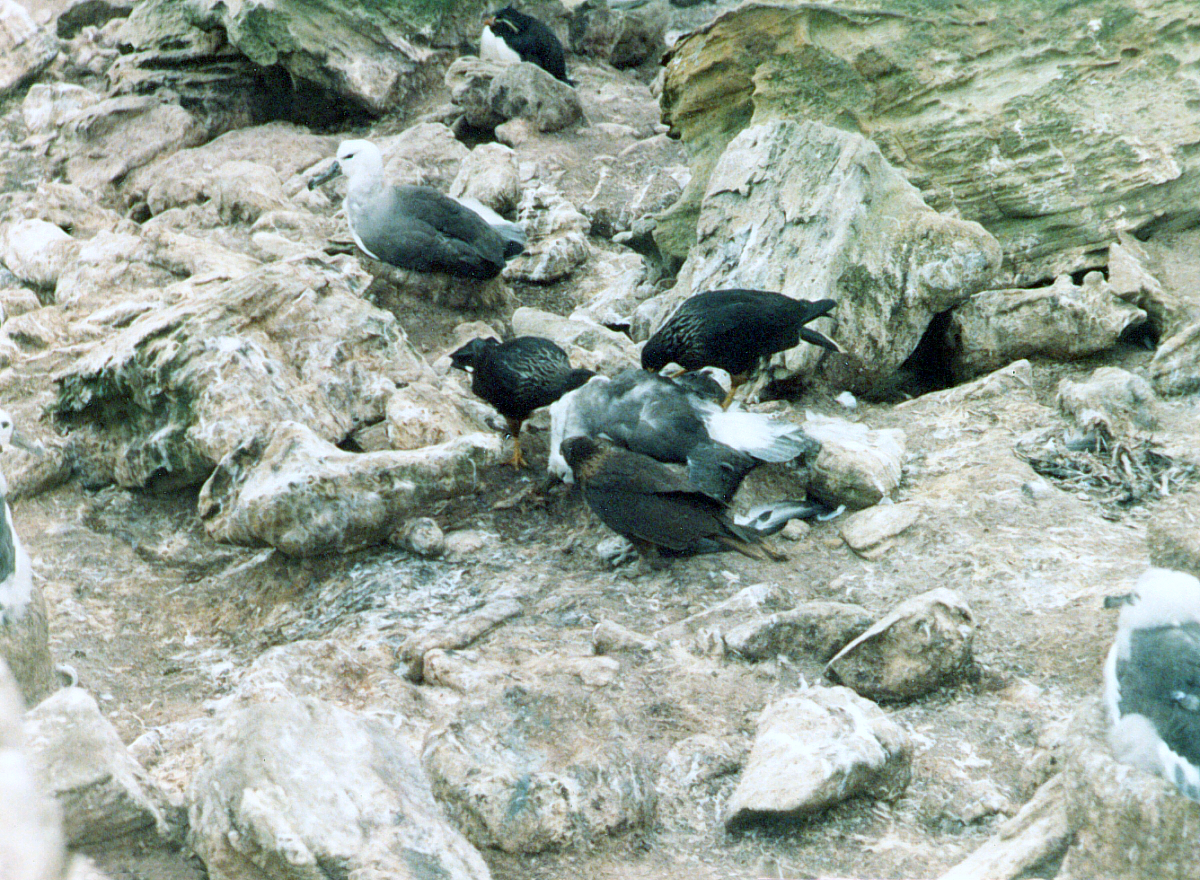
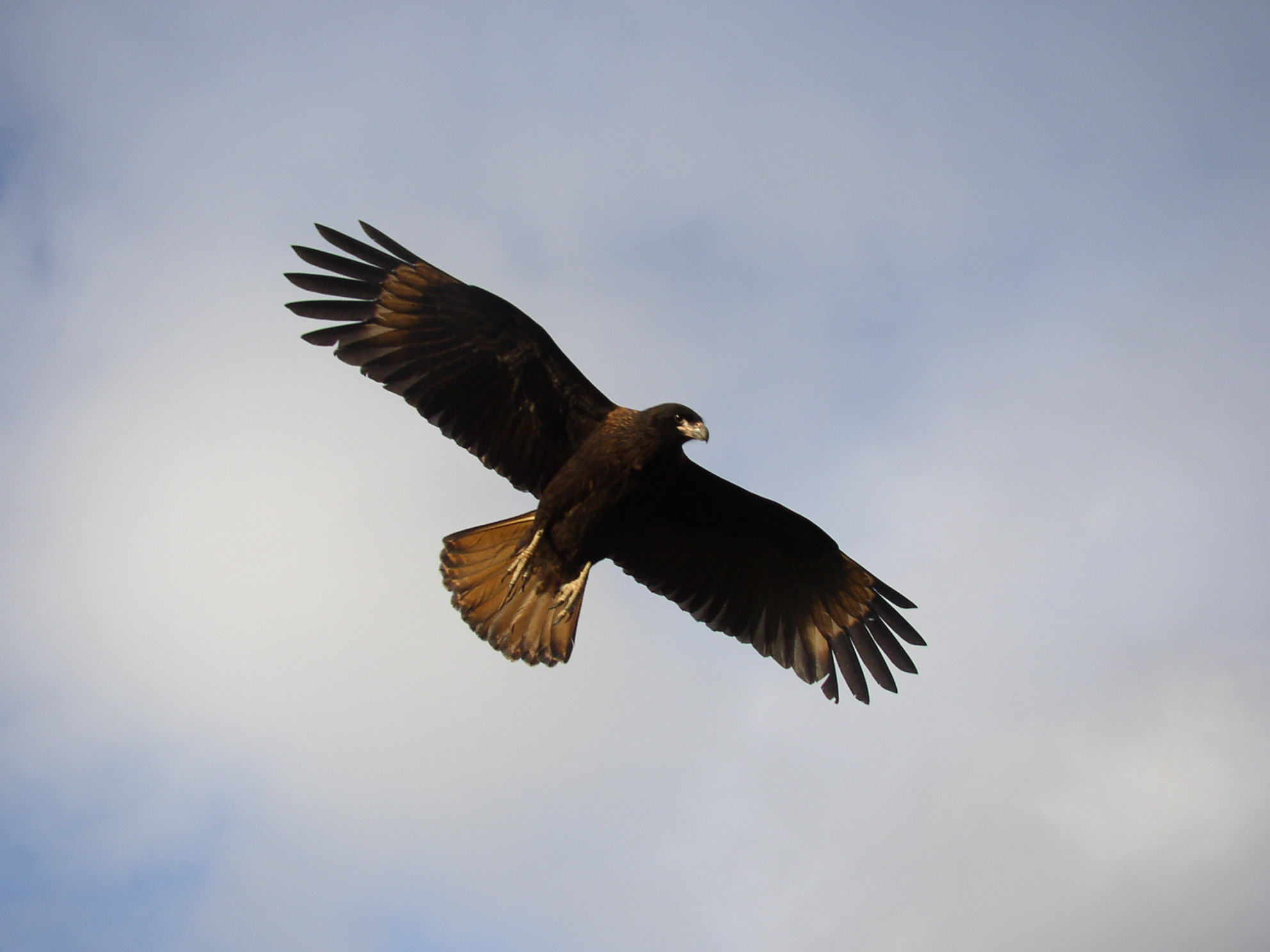